# Tiste
Tiste est une commune allemande de l'arrondissement de Rotenburg, Land de Basse-Saxe.

## Géographie
Tiste se trouve sur la ligne de Wilstedt à Tostedt.
| Lengenbostel | Kalbe   |          |
| Sittensen    | Tiste   | Heidenau |
|              | Stemmen |          |

## Histoire
À Tiste, il y a un chemin de fer utilisé autrefois pour l'extraction de la tourbe. Il permet aujourd'hui aux visiteurs de traverser la réserve naturelle.

## Source, notes et références
- (de) Cet article est partiellement ou en totalité issu de l’article de Wikipédia en allemand intitulé « Tiste » (voir la liste des auteurs).